# Мате Ілля Федорович
Ілля Федорович Мате (нар. 6 жовтня 1956, Старогнатівка, Бойківський район, Сталінська область, нині — Волноваського району, Донецької області) — український борець вільного стилю, чемпіон Європи і світу, олімпійський чемпіон.

## Біографія
Ілля Мате тренувався у Донецькому ФСТ «Колос».
Золоту олімпійську медаль та звання олімпійського чемпіона Мате здобув на московській Олімпіаді у важкій вазі (до 100 кг).
Крім олімпійського золота, Мате вигравав чемпіонат Європи 1979 року, чемпіонати світу 1979 та 1982 років, в 1981 році був третім.
Перемагав таких іменитих спортсменів, як олімпійські чемпіони Іван Яригін і Леван Тедіашвілі, чемпіони світу та Європи Асламбек Бісултанов і Магомед Магомедов, Хеліксон, Бютнер, Червенков, Василе Пушкашу та інші.

## Спортивні результати на міжнародних змаганнях

### Виступи на Олімпіадах
| Змагання                    | Збірна | Вагова категорія | Місце  |
| --------------------------- | ------ | ---------------- | ------ |
| Літні Олімпійські ігри 1980 | СРСР   | 100 кг           | Золото |

### Виступи на Чемпіонатах світу
| Змагання                        | Збірна | Вагова категорія | Місце  |
| ------------------------------- | ------ | ---------------- | ------ |
| Чемпіонат світу з боротьби 1979 | СРСР   | 100 кг           | Золото |
| Чемпіонат світу з боротьби 1981 | СРСР   | 100 кг           | Бронза |
| Чемпіонат світу з боротьби 1982 | СРСР   | 100 кг           | Золото |

### Виступи на Чемпіонатах Європи
| Змагання                         | Збірна | Вагова категорія | Місце  |
| -------------------------------- | ------ | ---------------- | ------ |
| Чемпіонат Європи з боротьби 1979 | СРСР   | 100 кг           | Золото |

### Виступи на Кубках світу
| Змагання                    | Збірна | Вагова категорія | Місце  |
| --------------------------- | ------ | ---------------- | ------ |
| Кубок світу з боротьби 1978 | СРСР   | 100 кг           | Срібло |
| Кубок світу з боротьби 1981 | СРСР   | 100 кг           | Золото |

### Виступи на інших змаганнях
| Змагання                           | Збірна | Вагова категорія | Місце  |
| ---------------------------------- | ------ | ---------------- | ------ |
| Гран-прі Німеччини з боротьби 1980 | СРСР   | 100кг            | Золото |
| Літня Універсіада 1981             | СРСР   | 100 кг           | Золото |